# Kai, Yamanashi
Kai (甲斐市 (Giáp Phỉ thị) Kai-shi) là một thành phố thuộc tỉnh Yamanashi, Nhật Bản.